# Acrostiche
Un acrostiche, du grec akrostikhos (akros, haut, élevé et stikhos, le vers), est un poème, une strophe ou une série de strophes fondés sur une forme poétique consistant en ce que, lues verticalement de haut en bas, la première lettre ou, parfois, les premiers mots d'une suite de vers composent un mot ou une expression en lien avec le poème.

## Acrostiches célèbres

### En latin, composé parJ.S. Bach
Regis Iussu Cantio Et Reliqua Canonica Arte Resoluta c’est-à-dire : 

La musique faite par ordre du roi, et le reste résolu par l'art du canon
en dédicace de son « Offrande musicale » dédiée au roi de Prusse mélomane Frédéric II. Le mot formé, RICERCAR, désigne une forme archaïque de la fugue, forme des pièces dont se compose l'œuvre en question.

### Horacede Corneille
Un acrostiche a été découvert dans une pièce de Pierre Corneille : Horace (acte II, scène 3) :

S'attacher au combat contre un autre soi-même, 

Attaquer un parti qui prend pour défenseur,

Le frère d'une femme et l'amant d'une sœur, 

Et rompant tous ces nœuds, s'armer pour la patrie,

Contre un sang qu'on voudrait racheter de sa vie, 

Une telle vertu n'appartenait qu'à nous ;

L'éclat de son grand nom lui fait peu de jaloux,
Il n'est pas possible de déterminer avec certitude si ce message est volontaire ou non de la part du dramaturge, le fait que le numéro du vers à partir duquel il est observable soit uniforme (444) tend cependant à prouver son intentionnalité. Si toutefois ce n'était pas le cas, on pourrait parler de kakemphaton.

### Villon
François Villon signait parfois ses ballades en mettant un acrostiche dans l’envoi. C’est le cas de la Ballade de la Grosse Margot, de la Ballade de bon conseil, de la Ballade des contre vérités, du Débat du cœur et du corps de Villon. Ou de la Ballade pour prier Notre Dame, tirée du Grand Testament :
Vous portâtes, digne Vierge, princesse, 

Iésus régnant qui n’a ni fin ni cesse.

Le Tout-Puissant, prenant notre faiblesse, 

Laissa les cieux et nous vint secourir, 

Offrit à mort sa très chère jeunesse ;

Notre Seigneur tel est, tel le confesse :

En cette foi je veux vivre et mourir.
Certains commentateurs s'appuient même sur l'acrostiche un peu défectueux de l'une des ballades en jargon du manuscrit de Stockholm pour attribuer la paternité de celle-ci à Villon, tandis que d'autres ne trouvent pas l'argument probant.

### Correspondance grivoise
Ce poème et sa réponse sont des acrostiches.
L'attribution à Alfred de Musset et George Sand est contestée et est même qualifiée de canular, par "Les amis de George Sand" (association déclarée au J.O. 16-17 juin 1975 et placée sous le patronage de la Société des Gens de lettres).
Je suis très émue de vous dire que j'ai

bien compris l'autre soir que vous aviez

toujours une envie folle de me faire

danser. Je garde le souvenir de votre

baiser et je voudrais bien que ce soit

là une preuve que je puisse être aimée

par vous. Je suis prête à vous montrer mon

affection toute désintéressée et sans cal-

cul, et si vous voulez me voir aussi

vous dévoiler sans artifice mon âme

toute nue, venez me faire une visite.

Nous causerons en amis, franchement.

Je vous prouverai que je suis la femme

sincère, capable de vous offrir l'affection

la plus profonde comme la plus étroite

en amitié, en un mot la meilleure preuve

dont vous puissiez rêver, puisque votre

âme est libre. Pensez que la solitude où j'ha-

bite est bien longue, bien dure et souvent

difficile. Ainsi en y songeant j'ai l'âme

grosse. Accourrez donc vite et venez me la

faire oublier par l'amour où je veux me

mettre.

La réponse :

Quand je mets à vos pieds un éternel hommage

Voulez-vous qu'un instant je change de visage ?

Vous avez capturé les sentiments d'un cœur

Que pour vous adorer forma le Créateur.

Je vous chéris, amour, et ma plume en délire 

Couche sur le papier ce que je n'ose dire.

Avec soin, de mes vers lisez les premiers mots

Vous saurez quel remède apporter à mes maux.
La réponse :

Cette insigne faveur que votre cœur réclame

Nuit à ma renommée et répugne à mon âme.
Ou :

Cette insigne faveur que votre cœur réclame

Nuit peut-être à l'honneur mais répond à ma flamme.

### Une rosserie
Auguste Mangeot publia dans Le Monde musical le sonnet suivant qu'il trouvait admirable bien qu'adressé par un correspondant anonyme : 
Musique, tu me fus un palais enchanté

Au seuil duquel menaient d'insignes avenues

Nuit et jour, des vitraux aux flammes continues,

Glissait une adorable et vibrante clarté.

 

Et des chœurs alternant, – dames de volupté,

Oréades, ondins, faunes, prêtresses nues, –

Toute la joie ardente essorait vers les nues,

Et toute la langueur et toute la beauté.

 

Sur un seul vœu de moi, désir chaste ou lyrique,

Ta fertile magie a toujours, ô musique :

Bercé mon tendre songe ou mon brillant désir.

 

Et quand viendra l'instant ténébreux et suprême,

Tu sauras me donner le bonheur de mourir,

En refermant les bras sur le Rêve que j'aime !
Mal lui en prit car le poème contenait un acrostiche contre lui (« Mangeot est bête »). Son auteur n'était autre que Willy avec lequel il s'était violemment querellé.

## Acrostiches historiques

### Pour des personnages historiques
Acrostiche du poète et ménestrel Adenet le Roi intitulé "La Roysne de France Marie et Madame Blanche".
Les deux personnages sont : La reine de France Marie de Brabant (1254-1321) épouse du roi Philippe III le Hardi et  Blanche de France (1253-1320) fille de Saint-Louis.
Les dames qui ce me contèrent

Afaire ceſt livre monstrèrent

Royaurnent leur humilité.

Or me doinst Diex que à leur gré

Yaie ma paine emploié.

Se li pri qu'il m'y aie;

Nommer les vueil, qu'en couvent l'ai,

En celt livre, & je le ferai.

Dont me convient bien aviser

En ce que l'en ne puist trouver

Fourme ne voie qui enseigne

Riens nule qui leur nons enſeigne

A ceux qui querre les voudront,

Ne dons riens jà n'en trouveront

Chose escripte, n'en ai pas soigne,

En quoi l'on me truist en mençoigne

Mès en vérité le plaisant.

Ace fait bon estre entendant,

Riens ne vaut choſe mençoinable :

Ie me tiens à la véritable.

E Diex! donnez-moi sens par quoi

Nommer les puisse si com doi,

Maintenant, se Diex me conssaut,

Ai nommée une qui mulit vaut,

Dont me convient l'autre nommer.

A Diex! tant parfont à amer,

Mult est chescune bonne & sage

En fais, en dis & en usage 

Bien doivent à Dieu obéir

Liement, & cuer & cors offrir.

A dès mouteplieront en bien ;

Ne croi qu'en ele faille rien.

Cel don leur donna Diex sans doute :

Haïr leur sist mauvestié toute.

En leur cuers mist, ainssi le croy,

Amours pour lui amer en foy.

Nommées les ai, ce sachiez :

Ne cuit pas qu'entendu l'aiez,

Ne je ne quier ne ne l' voudroie.

### Pour une cité fortifiée
En 1228, sous la minorité de Louis IX, Blanche de Castille décide de fortifier la cité d'Angers, dont la position stratégique face à la Bretagne et à leurs alliés anglais lui vaut le qualificatif de "Clé du Royaume".
En 1598, l’Édit de Nantes est préparé à Angers par Henri IV, du 6 mars au 12 avril 1598. Henri IV fait d’Angers sa capitale d’un moment. Face à la Bretagne longtemps indépendante, Angers, bien située aux marches du royaume, était une place forte d’importance tenue par son fidèle gouverneur Puycharic.
L’acrostiche accolé sur le nom d’Angers témoigne de l’importance de la cité angevine :
Antique clef de France, 

Necteté de souffrance, 

Garant contre ennemys, 

Estappe d'asseurance, 

Recours de secourance, 

Seccurité d’amys.

### Anecdote en politique
Les règles en vigueur pour les élections municipales des communes de Paris, Lyon et Marseille interdisaient que le nom d'un candidat figurât dans un autre arrondissement de la commune que celui où il se présentait. Cette contrainte a été contournée pour sa campagne de réélection en 1965 par le maire de Lyon Louis Pradel, ayant créé pour l'occasion un parti intitulé le P.R.A.D.E.L. : « Pour la Réalisation active des Espérances lyonnaises ».

## Autres formes
Il existe différentes formes d'acrostiches, suivant la place des lettres choisies :
- On parle d'acrostiche  universel[8] quand on a composé 26 vers, un pour chaque lettre de l'alphabet, et ainsi pour chaque vers du poème qui devient une sorte de générateur d'acrostiches par exemple de sonnet[9] ;
- Si les lettres initiales suivent l'ordre de l'alphabet, on parle d’abécédaire ou acrostiche alphabétique ;
- Le mésostiche (du grec mesos, « milieu ») concerne les lettres médianes du poème formant un mot ;
- Le téléstiche (du grec telos, « fin ») met en relief les lettres finales du poème et forme donc un mot, généralement lues de bas en haut ;
- L'acroteleuton (du grec têleutê, « fin ») combine l'acrostiche et le télestiche.

## Figures proches
- Figures mères : répétition, jeu de mots
- Figures filles : mésostiche, téléstiche, abécédaire, acroteleuton

## Domaines transverses
L'acrostiche est employé en cryptographie : on parle alors de la stéganographie.